# Georg Schauman
Georg Carl August Schauman est un bibliothécaire, un professeur d'Université de Helsinki, un homme politique et un écrivain finlandais, né le 14 septembre 1870 à Helsinki et mort le 6 octobre 1930 dans la même ville. Membre actif du Parti populaire suédois de Finlande, il s'engage au sein de la faction interne du parti appelée la Gauche suédoise (Finlandais : Ruotsalaisessa Vasemmistossa).

## Biographie
Né en 1870 sous le Grand-duché de Finlande, Georg Schauman est issu d'une famille noble, avec deux parents, Josef August Schauman et Maria Amalia Kuhlman, qui étaient tous les deux rédacteurs en chef et titulaires d'une maîtrise en philosophie. Schauman s'est marié avec Agnès Aline Sofie de la Chapelle en 1915.
En 1889, il commence à travailler à la bibliothèque de l'Université d'Helsinki en tant que copiste intérimaire. Après y avoir travaillé environ 25 ans, il devient bibliothécaire durant 4 ans entre 1914 et 1918, avant d'occuper le poste du bibliothécaire en chef jusqu'en 1930. De plus, Georg Schauman a été conservateur de la bibliothèque des sociétés scientifiques finlandaises entre 1905 et 1914, située au bâtiment principal de l'Université d'Helsinki. Il a également été professeur d'Histoire de l'économie à l'Université d'Helsinki de 1913 à 1914.
Schauman a été élu de nombreuses fois à la Diète de Finlande, de 1897 jusqu'à la dissolution de celle-ci en 1906 par les autorités russes, en tant que représentant de la classe noble. Après la création du Parlement de Finlande en 1906, Georg Schauman a été élu pour la première fois en 1919 et a siégé en tant que député jusqu'à sa mort en 1930. Durant son mandat au Parlement, il a occupé des postes clés, dont la présidence du comité d'audit de 1921 à 1922 et de 1927 à 1928, ainsi que la responsabilité du Comité des affaires étrangères de 1928 à 1930.
Dans le contexte du conflit gouvernemental de 1918 provoqué par des divergences d'opinions entre les républicains et les royalistes à la suite de l'indépendance de la Finlande en 1917 et à la guerre civile, Schauman adoptait une position claire soutenant l'établissement d'une république. Bien que les membres du Parti populaire suédois de Finlande dans lequel il faisait partie étaient majoritairement en faveur d'une monarchie, Schauman était l'un des seuls politiciens du parti à soutenir une république. En 1924, il a écrit le livre Valtiomuototaistelu Suomessa 1918 : tosiasioita, mietelmiä ja muistoja dans lequel il présente ses réflexions et souvenirs autour de la « bataille constitutionnelle ».
De 1893 à 1905, Schauman a été membre du conseil central de l'Association touristique finlandaise. Il a également été vice-président de l'association Prometheus à partir de 1906.